# 天主教莱什教区
天主教萊什教區（拉丁語：Dioecesis Alexiensis）是羅馬天主教在阿爾巴尼亞的一個教區，屬斯庫台-普爾特總教區。
總教區範圍包括萊什州萊什區。2010年有教友85,000人（佔轄區人口70.8%）、十三個堂區、十三名司鐸。現任教區主教為奧塔維奧·維塔萊。
最早有記載的主教見於341年，他當時參加了撒底迦會議，此後當地主教的記述在6世紀大額我略任教宗時中斷。14世紀在威尼斯共和國支持下，拉丁禮教區才得以恢復。1948至2005年由於阿爾巴尼亞實行無神論，主教處於出缺狀態。